# Multivariate Verteilungsfunktion
Eine multivariate Verteilungsfunktion ist eine reellwertige Funktion in der Stochastik, die zur Untersuchung von multivariaten Wahrscheinlichkeitsverteilungen und der Verteilung von Zufallsvektoren herangezogen wird. Sie ist das höherdimensionale Pendant der univariaten Verteilungsfunktion und erlangt wie diese ihre Bedeutung dadurch, dass sich nach dem Korrespondenzsatz die multivariaten Wahrscheinlichkeitsverteilungen eindeutig durch ihre multivariate Verteilungsfunktion charakterisieren lassen. Damit lässt sich die Untersuchung von Wahrscheinlichkeitsverteilungen mit maßtheoretischen Methoden auf die leichter zugängliche Untersuchung von reellwertigen Funktionen mit Methoden der mehrdimensionalen reellen Analysis reduzieren.
Neben der Bezeichnung als multivariate Verteilungsfunktion findet sich auch n-dimensionale Verteilungsfunktion, oder mehrdimensionale Verteilungsfunktion als Bezeichnung. Zu beachten ist, dass in der Maßtheorie der Begriff der Verteilungsfunktionen auch für unnormalisierte Verteilungsfunktionen verwendet wird.

## Notationen
Für Vektoren {\displaystyle x,y} aus {\displaystyle \mathbb {R} ^{n}} sind die Vergleichsoperationen komponentenweise zu verstehen, also
{\displaystyle x\leq y} genau dann wenn {\displaystyle x_{i}\leq y_{i}} für alle {\displaystyle i\in \{1,2,\dots ,n\}}.
Des Weiteren sei für {\displaystyle x\in \mathbb {R} ^{n}}
{\displaystyle (-\infty ,x]:=\{y\in \mathbb {R} ^{n}\,|\,y\leq x\}}
beziehungsweise über die Komponenten definiert
{\displaystyle (-\infty ,x]=(-\infty ,x_{1}]\times (-\infty ,x_{2}]\times \dots \times (-\infty ,x_{n}]}

## Definition
Mit den obigen Notationen überträgt sich die Definition der multivariaten Verteilungsfunktion im Wesentlichen direkt von der univariaten Verteilungsfunktion.

### Definition über ein Wahrscheinlichkeitsmaß
Ist {\displaystyle P} eine multivariate Wahrscheinlichkeitsverteilung, also ein Wahrscheinlichkeitsmaß auf {\displaystyle (\mathbb {R} ^{n},{\mathcal {B}}(\mathbb {R} ^{n}))}, so heißt die Funktion
{\displaystyle F_{P}\colon \mathbb {R} ^{n}\to [0,1]}
definiert durch
{\displaystyle F_{P}(x):=P((-\infty ,x])}
die multivariate Verteilungsfunktion von {\displaystyle P}.

### Definition für einen Zufallsvektor
Ist {\displaystyle X} ein {\displaystyle n}-dimensionaler Zufallsvektor, so heißt
{\displaystyle F_{X}\colon \mathbb {R} ^{n}\to [0,1]}
definiert durch
{\displaystyle F_{X}(x):=P(X\leq x)}
die multivariate Verteilungsfunktion von {\displaystyle X}. Die multivariate Verteilungsfunktion eines Zufallsvektors ist somit genau die multivariate Verteilungsfunktion der Verteilung des Zufallsvektors.
Gängig ist auch die komponentenweise Definition als
{\displaystyle F_{X}(x_{1},x_{2},\dots ,x_{n}):=P(X_{1}\leq x_{1},X_{2}\leq x_{2},\dots ,X_{n}\leq x_{n})},
wobei {\displaystyle X=(X_{1},X_{2},\dots ,X_{n})^{T}} ist. Somit ist die multivariate Verteilungsfunktion eines Zufallsvektors genau die gemeinsame Verteilungsfunktion der Komponenten.

## Eigenschaften
Für jede Verteilungsfunktion {\displaystyle F=F_{P}} gilt:
- Rechtsstetigkeit: sie ist in jeder ihrer Variablen rechtsseitig stetig
- Rechtecksmonotonie: Sie ist rechtecksmonoton, das heißt, dass aus {\displaystyle a\leq b\in \mathbb {R} ^{n}} immer {\displaystyle \Delta _{a}^{b}F\geq 0} folgt. Zur Schreibweise {\displaystyle \Delta _{a}^{b}} siehe Differenz-Operator.
- Normalisierung:

{\displaystyle {\begin{aligned}\lim _{x_{1},\dots ,x_{n}\to +\infty }F(x_{1},\dots ,x_{n})&=1\\\lim _{x_{i}\to -\infty }F(x_{1},\dots ,x_{n})&=0,\quad \forall i=1,\dots ,n\end{aligned}}}
Umgekehrt gilt nach der multivariaten Version des Korrespondenzsatzes (welcher aus dem Maßerweiterungssatz von Carathéodory folgt), dass jede Funktion, welche die obigen Bedingungen erfüllt, Verteilungsfunktion eines eindeutig bestimmten multivariaten Wahrscheinlichkeitsmaßes ist.
Für die {\displaystyle j}-te Randverteilungsfunktion gilt
{\displaystyle F_{j}(x_{j})=\lim _{x_{1}\to \infty }\dots \lim _{x_{j-1}\to \infty }\lim _{x_{j+1}\to \infty }\dots \lim _{x_{n}\to \infty }F(x_{1},\dots ,x_{j-1},x_{j},x_{j+1},\dots ,x_{n})\quad {\text{für alle }}x_{j}\in \mathbb {R} }.
Ein {\displaystyle n}-dimensionaler Zufallsvektor {\displaystyle X} heißt stetig verteilt, falls es eine integrierbare Dichte {\displaystyle f_{X}} gibt, sodass für alle {\displaystyle x=(x_{1},\dots ,x_{n})\in \mathbb {R} ^{n}} und eine messbare Funktion {\displaystyle f_{X}:\mathbb {R} ^{n}\to \mathbb {R} _{+}}
{\displaystyle F_{X}(x)=\int \limits _{(-\infty ,x]}f_{X}(t)\mathrm {d} t=\int _{-\infty }^{x_{1}}\dots \int _{-\infty }^{x_{n}}f_{X}(t_{1},\dots ,t_{n})\mathrm {d} t_{1}\dots \mathrm {d} t_{n}}
gilt.